# Pa (Altes Ägypten)
Das altägyptische Demonstrativpronomen Pa (Singular maskulin, feminin und Plural) hatte in der ägyptischen Sprache im Mittelägyptischen die Bedeutungen "dieser, diese, diese", aus denen sich später im Neuägyptischen die Artikel "der, die, die" im Neuägyptischen entwickelten.
Ursprünglich galt die Verwendung von Pa im Alten Reich als Zeichen niederer Herkunft, weshalb der Artikel weder vom Königshaus noch von den vornehmen Bevölkerungsschichten benutzt wurde. Im deutschen Sprachgebrauch erfährt beispielsweise das Wort tut eine ähnliche Wertung, wenn umgangssprachlich gesagt wird: Das tut man nicht machen. Im Alten Reich galt Pa zugleich als Abwertung einer Person oder Sache und kam einer Beleidigung gleich.
Im Mittleren Reich begann sich dennoch der Begriff Pa langsam im normalen Sprachgebrauch durchzusetzen, was einen Vornehmen zu folgender Aussage verleiten ließ: In meinem Leben war ich frei von dieser Pa-Sagerei.
Ab dem frühen Neuen Reich zog die Verwendung von Pa vollends in die Umgangssprache der Ägypter ein. Selbst die Könige gebrauchten nun das zuvor geschmähte Wort. In der Ägyptologie kann aufgrund der Benutzung beziehungsweise Nicht-Benutzung des Pa-Begriffes eine Datierung vorgenommen werden, die eine chronologische Zuweisung altägyptischer Texte erlaubt. 